# متمان
متمان (بالألمانية: Mettmann) هي بلدة ألمانية تقع في ألمانيا في متمان. يقدر عدد سكانها بـ 39,530 نسمة .

## المدن التوأمة
مدن لافال، غورازده، أوزايورسك (كالينينغراد أوبلاست)، Żnin، ماركرانشتد، Gmina Żnin و سان فيليس سيرسيو هي مدن توأمة لـمتمان.

## معرض صور

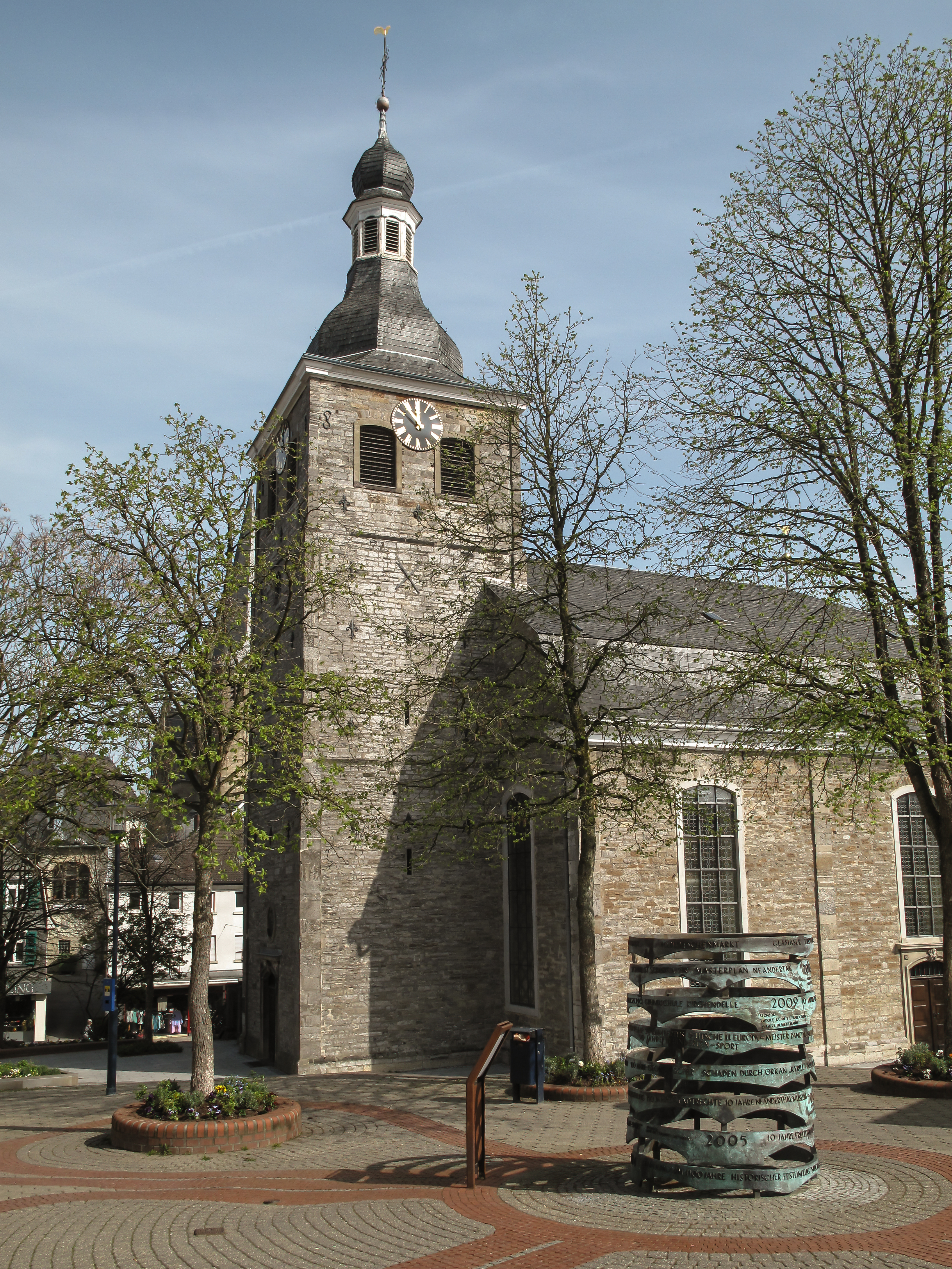
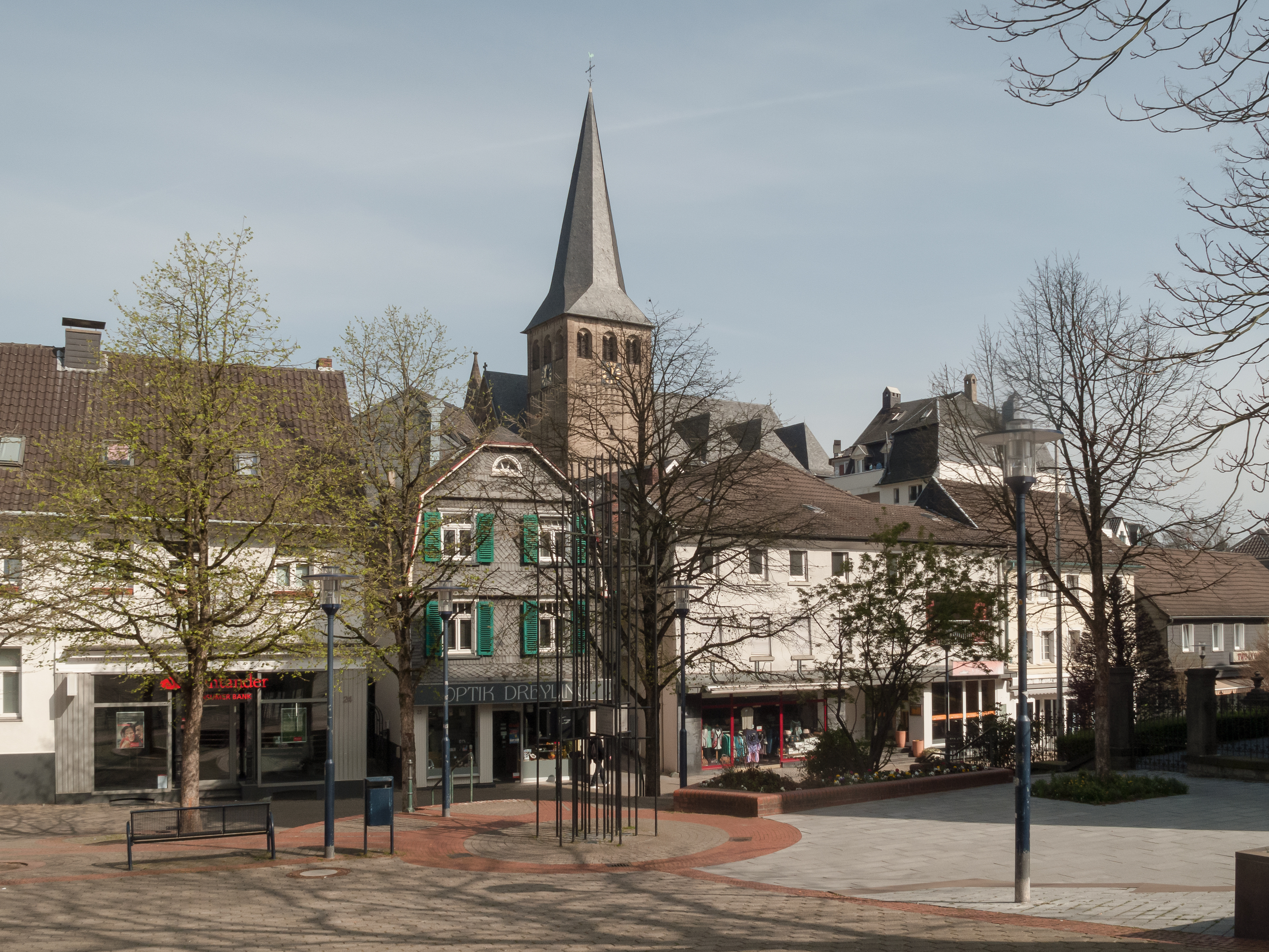
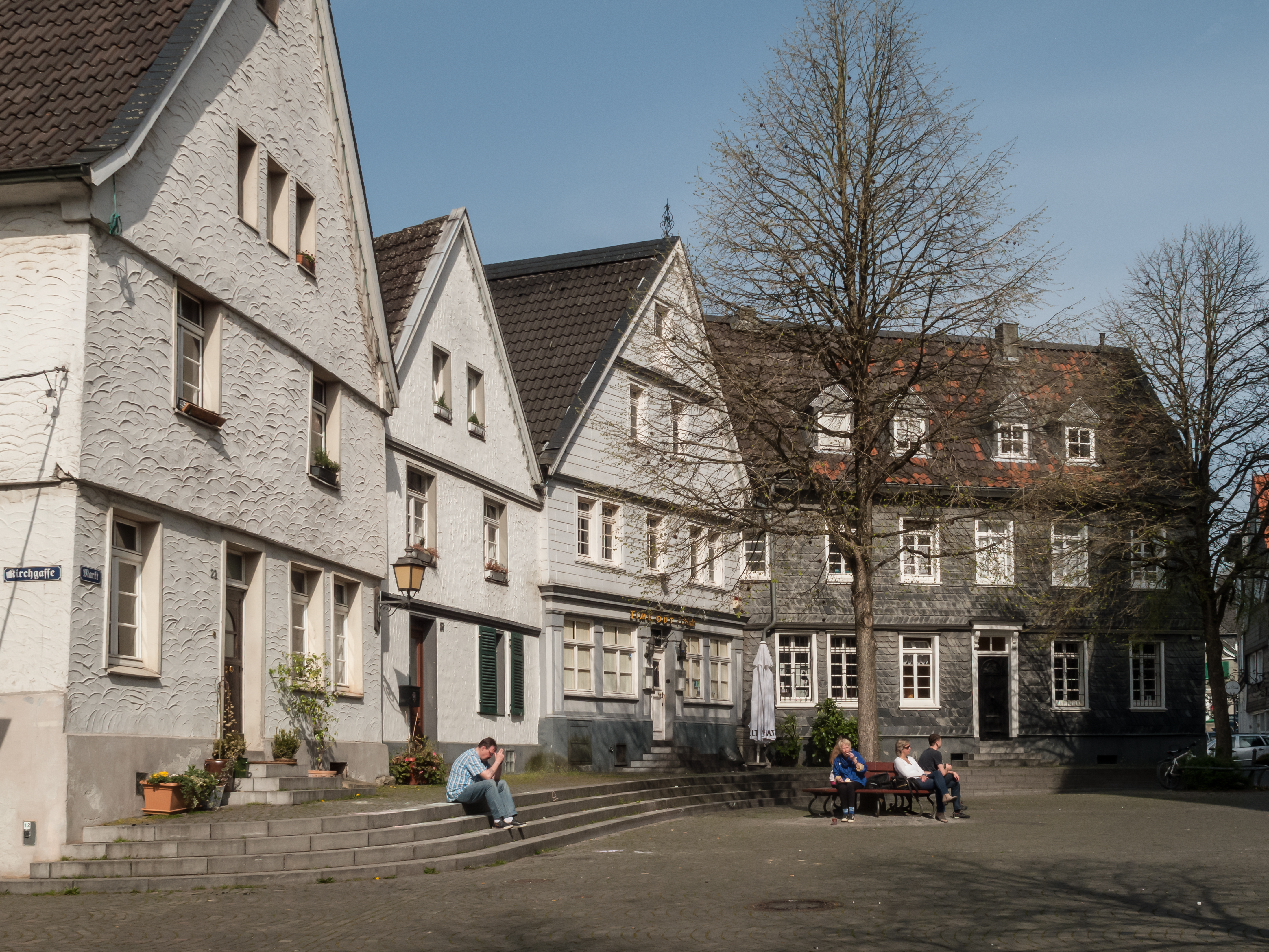
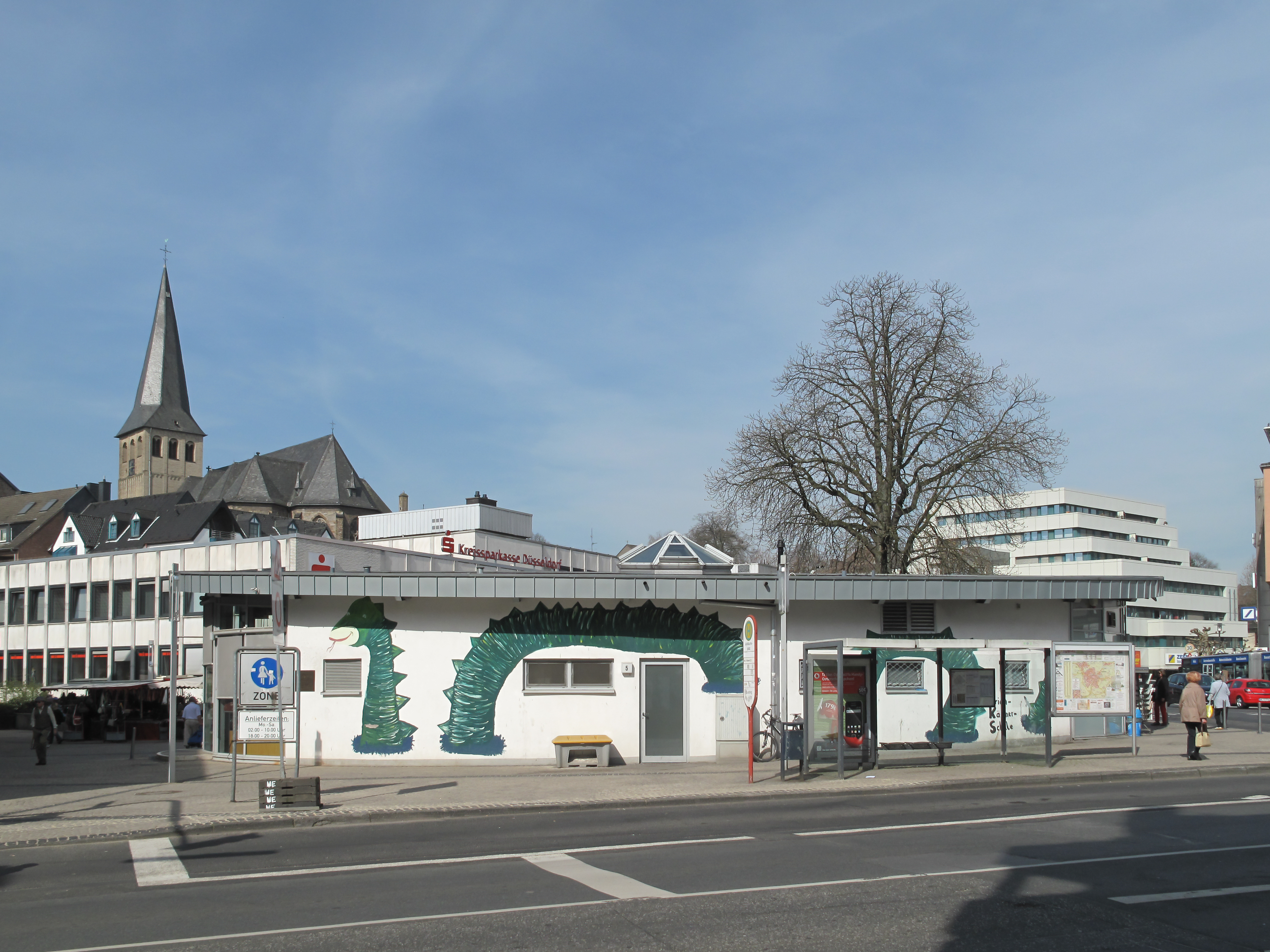

## أعلام
- أنيا نيديك
- كريستينا باش
- ايبرهارد هامر
- ماتياس هانينج
- كريستين برينكمان
- فريدريك كارل فلوريان